# 萨法拉亚
萨法拉亚（西班牙語：Zafarraya）是西班牙安达卢西亚自治区格拉纳达省的一个市镇。总面积58平方公里，2001年普查人口總數為2258人，人口密度為每平方公里39人。